# Cleistanthus major
Cleistanthus major är en emblikaväxtart som beskrevs av Airy Shaw. Cleistanthus major ingår i släktet Cleistanthus och familjen emblikaväxter. IUCN kategoriserar arten globalt som akut hotad. Inga underarter finns listade i Catalogue of Life.